# TV Hannover-Badenstedt
TV Hannover-Badenstedt nennt sich die Handballsparte des TV Badenstedt von 1891 e. V. Dieser Verein gehörte mit dem Badenstedter SC vom 8. Mai 1988 bis 30. Juni 2018 zu den Stammvereinen der Handballspielgemeinschaft HSG Hannover-Badenstedt.
Nach der Saison 2017/18 zog sich die HSG Hannover-Badenstedt aus der 2. Handball-Bundesliga zurück. Anschließend startete der TV Hannover-Badenstedt der Saison 2018/19 sowie 2019/20 in der 3. Liga Nord und erzielte jeweils den Staffelsieg. Auf die Teilnahme an den Relegationsspielen zur 2. Bundesliga verzichtete der Verein in beiden Fällen aus wirtschaftlichen Gründen.
In der Saison 2020/21 gehört der Verein zum Teilnehmerfeld der 3. Liga Nord West. Die weibliche A-Jugend gehört zu dem 40 Teams umfassenden Starterfeld der Jugendbundesliga. 2021 gewann die weibliche B-Jugend die deutsche Meisterschaft. Ein Jahr später gewann die weibliche A-Jugend den erstmals ausgetragenen DHB-Pokal.